# Rangerville
Rangerville est un village situé à l'ouest du comté de Cameron, et au sud-ouest de la ville de Harlingen, au Texas, aux États-Unis,.

## Démographie
Lors du recensement de 2010, la ville comptait une population de 289 habitants. Elle est estimée, le 1er juillet 2019, à 301 habitants.

### Source de la traduction
- (en) Cet article est partiellement ou en totalité issu de l’article de Wikipédia en anglais intitulé « Rangerville, Texas » (voir la liste des auteurs).